# Scott Wilson
Scott Wilson   (Atlanta, 29 de març de 1942 - Los Angeles, 6 d'octubre de 2018) fou un actor estatunidenc.

## Biografia
Aparegué en diverses pel·lícules, com En la calor de la nit (1967), A sang freda (1967), El gran Gatsby (1974), Pena de mort (1995), Pearl Harbor (2001) i Junebug (2005). El 1980 Wilson rebé una nominació al Globus d'Or al millor actor secundari pel seu paper a The Ninth Configuration, de William Peter Blatty. Interpretà el veterinari Hershel Greene a la sèrie de televisió The Walking Dead (2011–2014; 2018), i també interpretà un personatge recurrent a CSI: Crime Scene Investigation (Sam Braun) i un de principal a The OA (Abel Johnson). La seva filmografia també inclou les pel·lícules The Gypsy Moths, Escollits per a la glòria, Rok spokojnego słońca, Malone, The Grass Harp, L'hoste, Monster, Young Guns II, Big Stan, Jutge Dredd, la sèrie de pel·lícules Shiloh i Behind the Mask: The Rise of Leslie Vernon.
El 1977 es casà amb Heavenly Koh Wilson. El 6 d'octubre de 2018 morí de leucèmia a la seva casa de Los Angeles, als 76 anys d'edat.

## Filmografia

### Cinema
| Any  | Títol                                                | Paper                | Notes           |
| ---- | ---------------------------------------------------- | -------------------- | --------------- |
| 1967 | En la calor de la nit                                | Harvey Oberst        |                 |
| 1967 | A sang freda                                         | Richard Hickock      |                 |
| 1969 | La fortalesa                                         | Corporal Clearboy    |                 |
| 1969 | The Gypsy Moths                                      | Malcolm Webson       |                 |
| 1971 | The Grissom Gang                                     | Slim Grissom         |                 |
| 1972 | Els nous centurions                                  | Gus                  |                 |
| 1973 | Lolly-Madonna XXX                                    | Thrush               |                 |
| 1974 | El gran Gatsby (The Great Gatsby)                    | George Wilson        |                 |
| 1976 | The Passover Plot                                    | Judah                |                 |
| 1979 | La ilegal                                            | Policia              |                 |
| 1980 | The Ninth Configuration                              | Capità Billy Cutshaw |                 |
| 1983 | Escollits per a la glòria                            | Scott Crossfield     |                 |
| 1984 | Rok spokojnego słońca                                | Norman               |                 |
| 1984 | Río abajo                                            | Mitch                |                 |
| 1985 | The Aviator                                          | Jerry Stiller        |                 |
| 1986 | Blue City                                            | Percy Kerch          |                 |
| 1987 | Malone                                               | Paul Barlow          |                 |
| 1989 | Johnny Handsome                                      | Mikey Chalmette      |                 |
| 1990 | Young Guns II                                        | Lew Wallace          |                 |
| 1990 | The Exorcist III                                     | Dr. Temple           |                 |
| 1990 | La Cruz de Iberia                                    | Johnson              |                 |
| 1991 | Femme Fatale                                         | Dr. Beaumont         |                 |
| 1991 | Pure Luck                                            | Frank Grimes         |                 |
| 1993 | Flesh and Bone                                       | Elliot               |                 |
| 1993 | Geronimo                                             | Redondo              |                 |
| 1995 | Mother                                               | Dr. Chase            | Directe a vídeo |
| 1995 | Tall Tale: The Unbelievable Adventures of Pecos Bill | Zeb                  |                 |
| 1995 | Jutge Dredd                                          | Pa Angel             | no acreditat    |
| 1995 | The Grass Harp                                       | Eugene Fenwick       |                 |
| 1995 | Pena de mort                                         | Chaplain Farley      |                 |
| 1996 | Shiloh                                               | Judd Travers         |                 |
| 1997 | Brat naszego Boga                                    | Albert Chmielowski   |                 |
| 1997 | G.I. Jane                                            | Capità Salem         |                 |
| 1998 | Pride                                                | Joseph B. Keenan     |                 |
| 1998 | Clay Pigeons                                         | Dan Mooney           |                 |
| 1999 | Shiloh 2: Shiloh Season                              | Judd Travers         |                 |
| 1999 | The Debtors                                          |                      |                 |
| 2000 | South of Heaven, West of Hell                        | Clete Monroe         |                 |
| 2000 | Segrest infernal                                     | Hale Chidduck        |                 |
| 2001 | Estic fet un animal                                  | Mayor                |                 |
| 2001 | Pearl Harbor                                         | George Marshall      |                 |
| 2002 | Bark!                                                | Harold               |                 |
| 2002 | Coastlines                                           | Pa Mann              |                 |
| 2002 | Don't Let Go                                         | Hershel Ray Stevens  |                 |
| 2003 | Monster                                              | Horton / Last "John" |                 |
| 2003 | L'últim samurai                                      | Ambassador Swanbeck  |                 |
| 2005 | Junebug                                              | Eugene Johnsten      |                 |
| 2006 | Come Early Morning                                   | Lowell Fowler        |                 |
| 2006 | Open Window                                          | Eddie Delaney        |                 |
| 2006 | Saving Shiloh                                        | Judd Travers         |                 |
| 2006 | L'hoste                                              | US Doctor in Morgue  |                 |
| 2006 | Behind the Mask: The Rise of Leslie Vernon           | Eugene               |                 |
| 2006 | The Sensation of Sight                               | Tucker               |                 |
| 2007 | The Heartbreak Kid                                   | Boo                  |                 |
| 2007 | Big Stan                                             | Warden Gasque        |                 |
| 2009 | Saving Grace B. Jones                                | Reverend Potter      |                 |
| 2009 | Bottleworld                                          | Murray               |                 |
| 2009 | For Sale by Owner                                    | Dr. Banks            |                 |
| 2010 | Radio Free Albemuth                                  | President Fremont    |                 |
| 2011 | Dorfman                                              | Winston Cooke Sr.    |                 |
| 2017 | Hostiles                                             | Cyrus Lounde         |                 |

### Televisió
| Any             | Títol                                   | Paper                     | Notes                   |
| --------------- | --------------------------------------- | ------------------------- | ----------------------- |
| 1986            | The Twilight Zone                       | Matthew Foreman           | 1x17                    |
| 1988            | Wanted: Dead or Alive                   | John 'Red Jack' Stillwell | Pel·lícula de televisió |
| 1988            | Jesse                                   | Sam Maloney               | Pel·lícula de televisió |
| 1993            | Elvis and the Colonel: The Untold Story | Vernon Presley            | Pel·lícula de televisió |
| 1995            | Soul Survivors                          | Bradley Facemeyer         |                         |
| 1999            | The Jack Bull                           | Governador                |                         |
| 2000            | The X-Files                             | Rev. Orison               | 7x07                    |
| 2001–2006       | CSI: Crime Scene Investigation          | Sam Braun                 | 9 episodis              |
| 2003            | Karen Sisco                             | Homer                     | 1x02                    |
| 2005            | Law & Order                             | Ben Chaney                | 15x22                   |
| 2011            | Justified                               | Frank Reasoner            | 2x06                    |
| 2011            | Five                                    | Old Bill                  | Pel·lícula de televisió |
| 2011            | Enlightened                             | Marv                      | 1x03                    |
| 2011–2014; 2018 | The Walking Dead                        | Hershel Greene            | 33 episodis             |
| 2014–2015       | Bosch                                   | Paul Guyot                | 1x01-1x08-1x10          |
| 2016            | Damien                                  | John Lyons                | 5 episodis              |
| 2016            | The OA                                  | Abel Johnson              | 5 episodis              |